# Medveja, Drohobîci
Medveja (în ucraineană Медвежа) este o comună în raionul Drohobîci, regiunea Liov, Ucraina, formată numai din satul de reședință.

## Demografie
Componența lingvistică a comunei Medveja
     Ucraineană (99,86%)
     Alte limbi (0,14%)
Conform recensământului din 2001, majoritatea populației comunei Medveja era vorbitoare de ucraineană (99,86%), existând în minoritate și vorbitori de alte limbi.